# Umberto D.
Umberto D. is een Italiaanse dramafilm uit 1952 onder regie van Vittorio De Sica.

## Verhaal
De oude Umberto Domenico Ferrari kan met zijn kleine pensioentje de huur niet meer betalen. Toen hij nog werkte, kon zijn hospita zijn kamer overdag aan prostituees verhuren. Omdat dat door Umberto's permanente aanwezigheid nu niet meer mogelijk is, wil zijn hospita hem aan de deur zetten.

## Rolverdeling
| Acteur                  | Personage                                |
| ----------------------- | ---------------------------------------- |
| Carlo Battisti          | Umberto Domenico Ferrari                 |
| Maria-Pia Casilio       | Maria                                    |
| Lina Gennari            | Antonia                                  |
| Ileana Simova           | Vrouw in Umberto's kamer                 |
| Elena Rea               | Ziekenhuis non                           |
| Alberto Albari Barbieri | Antonia's vriend                         |
| Memmo Carotenuto        | Ziekenhuispatiënt                        |
| Napoleone               | Flike / Flag, Umberto's hond (onvermeld) |